# Parafia Najświętszego Serca Jezusowego w Wilkanowie
Parafia Najświętszego Serca Jezusowego w Wilkanowie – parafia rzymskokatolicka, terytorialnie i administracyjnie należąca do diecezji zielonogórsko-gorzowskiej, dekanatu Zielona Góra – Ducha Świętego. Została erygowana 25 sierpnia 1994 przez biskupa Adama Dyczkowskiego. W parafii posługują księża diecezjalni.

## Zasięg parafii
Do parafii należą wierni z miejscowości: Wilkanowo, Słone, Buchałów.

## Proboszczowie
- ks. Jerzy Piasecki (1994–2012)
- ks. Dariusz Orłowski (2012–2020)
- ks. kan. Piotr Kępka (od 19 grudnia 2020)